# Чеботарёв, Николай Николаевич
Николай Николаевич Чеботарёв (1903 — 20 июня 1964) — советский государственный деятель.

## Образование
Окончил Ленинградский политехнический институт в 1934 году.

## Биография
- 1917—1919 — кочегар парохода «Выборг» Ахтубинского пароходства.
- 1919—1920 — вестовой уездного военкомата, пос. Калмыцкий Базар.
- 1920—1921 — курсант курсов комсостава РККА, Астрахань.
- 1921—1922 — член бюро и секретарь Приволжского укома РКСМ Калмыцкой автономной области.
- 1922—1925 — учащийся рабфака.
- 1925—1926 — служба в РККА: красноармеец 40-го полка Самарской дивизии, Минск.
- 1926—1927 — заместитель председателя месткома отдела Астраханского Госторга.
- 1927—1928 — студент Иваново-Вознесенского политехнического института.
- 1928 — управляющий делами районного управления Центросоюза, Астрахань.
- 1929 — помощник заведующего рыбными промыслами Центросоюза, Астрахань.
- 1929—1934 — учёба в Ленинградском политехническом институте
- 1934—1937 — работа в Ленинградском индустриальном институте: научный сотрудник, заместитель декана, начальник учебной части, заместитель секретаря парткома.
- 1937—1939 — директор Ленинградского машиностроительного завода им. К. Маркса (позднее завод возглавил Ленинградское машиностроительное объединение им. Карла Маркса Министерства машиностроения для легкой и пищевой промышленности и бытовых приборов СССР)[1] (бывшего «Нового Лесснера») .
- 1939—1940 — первый заместитель наркома лесной промышленности СССР.
- 1940—1944 — народный комиссар целлюлозной и бумажной промышленности СССР.
- 1944—1946 — директор Ленинградского завода им. В. И. Ленина.
- 1946—1948 — начальник цеха Ленинградского завода им. И. В. Сталина.
- 1948—1960 — на Ленинградском заводе им. К. Маркса: начальник производства, директор (1949—1952), начальник специального конструкторского технологического бюро.
- С декабря 1960 года персональный пенсионер союзного значения.

## Награды
- орден Отечественной войны 1 степени
- орден Трудового Красного Знамени